# Orden general n.º 11
La Orden general nº 11 fue una controvertida orden emitida por el General Mayor de la Unión Ulysses S. Grant el 17 de diciembre de 1862, durante la campaña de Vicksburg, que tuvo lugar durante la guerra de Secesión. La orden expulsó a todos los judíos del distrito militar de Grant, que comprendía áreas de Tennessee, Misisipi y Kentucky. Grant emitió la orden en un esfuerzo por reducir la corrupción militar de la Unión, y detener el comercio ilícito de algodón del Sur, que Grant pensaba que estaba siendo dirigido «principalmente por judíos y otros comerciantes sin principios». En la zona de guerra, autorizada por la  administración de Lincoln, los Estados Unidos autorizaron a los comerciantes a través del Ejército, lo que creó un mercado para los no autorizados. Los comandantes militares de la Unión en el Sur eran responsables de administrar las licencias comerciales y tratar de controlar el mercado negro de algodón del Sur, así como de llevar a cabo la guerra.
En Holly Springs (Misisipi), el depósito de suministros del ejército de la Unión de Grant, los judíos fueron acorralados y obligados a abandonar la ciudad a pie. El 20 de diciembre de 1862, tres días después de la orden de Grant, el Ejército Confederado del General Mayoy Earl Van Dorn hizo una redada en Holly Springs, evitando la posible expulsión de muchos judíos. Aunque retrasada por la incursión de Van Dorn, la orden de Grant fue implementada completamente en Paducah (Kentucky). Treinta familias judías fueron tratadas con rudeza y expulsadas de la ciudad. Los líderes de la comunidad judía protestaron y hubo una protesta por parte de los miembros del Congreso y la prensa; el presidente Abraham Lincoln revocó la Orden General el 4 de enero de 1863. Grant afirmó durante su campaña presidencial de 1868 que había emitido la orden sin prejuicios contra los judíos como una forma de abordar un problema que «ciertos judíos habían causado». Los historiadores y los biógrafos de Grant han sido generalmente críticos de la orden.

## Antecedentes

### Operaciones militares

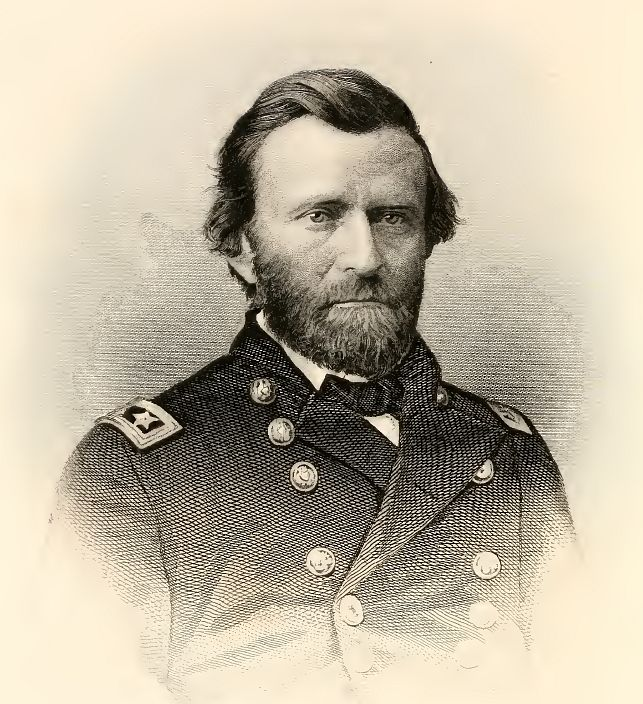
General Ulysses S. Grant.

El 2 de noviembre de 1862, el General Mayor de la Unión, Ulysses S. Grant, lanzó una agresiva campaña de Guerra Civil para tomar la ciudadela confederada de Vicksburg (Misisipi). El 13 de noviembre, la caballería de Grant había avanzado y capturado Holly Springs, y estableció una avanzada estación de suministros. El 1 de diciembre, la caballería de Grant continuó moviéndose hacia el sur, cruzó el río Tallahatchie y capturó Oxford (Misisipi). El 8 de diciembre, Grant informó a Henry Halleck, su general al mando, de su plan de convergencia militar para avanzar sobre Vicksburg por tierra, mientras que el General de División de la Unión William T. Sherman avanzaría sobre Vicksburg desde el río Misisipi. El comandante confederado de Vicksburg era el General John C. Pemberton, que estaba destinado en Jackson, que estaba a una distancia de 45 millas de Vicksburg. El propio avance militar de la Unión de Grant se hizo vulnerable a un ataque confederado por una línea de suministro ferroviario de 190 millas.
El plan de Grant de capturar Vicksburg por una empresa conjunta con el ejército de Sherman fue frustrado por dos incursiones confederadas. El 10 de diciembre de 1862, rompiendo con el Ejército del General Confederado Braxton Bragg, el General Confederado Nathan Bedford Forrest, comenzó una serie de incursiones que interrumpieron las posiciones de la Unión. Forrest destruyó las comunicaciones ferroviarias y telegráficas de Grant, e infligió 1.500 bajas al Ejército de la Unión. Las comunicaciones norteñas de Grant fueron cortadas desde Jackson (Tennessee) a Columbus (Kentucky). El 20 de diciembre, el General Confederado Earl Van Dorn incursionó en la estación de suministros de la Unión en Holly Springs destruyendo «tiendas, depósitos y almacenes». Grant fue derrotado, se extendió al territorio enemigo y fue forzado a retirarse a Tennessee. El 29 de diciembre, el asalto de Sherman a Vicksburg en el bahía de Chickasaw, fue repelido por Pemberton.

### Trabajo de algodón de los refugiados
Mientras Grant se preparaba para atacar al ejército confederado de Pemberton, su ejército fue inundado por esclavos fugitivos considerados contrabando por el gobierno federal. A principios de noviembre, Grant inició un sistema de campos de trabajo donde los antiguos esclavos refugiados recogían algodón, enviado al norte, para ayudar al esfuerzo de la Guerra de la Unión. Grant ordenó al capellán John Eaton que se hiciera cargo de los contrabandos. A cambio, los refugiados negros serían protegidos por el ejército y las ganancias de la venta de algodón se darían a los trabajadores negros para «compensar por la comida, la ropa y el refugio». Grant creía que el sistema de campos de trabajo «haría del negro una unidad conscientemente autosuficiente... y lo pondría en camino hacia una ciudadanía que se respetara a sí misma». En noviembre de 1862, se estableció el primer campo de trabajo en Grand Junction. La administración de Lincoln autorizó el programa de Grant cinco días después. En diciembre, Eaton fue nombrado por Grant como superintendente de contrabando. Los matrimonios de hecho afroamericanos fueron legalizados. El 1 de enero de 1863, el presidente Lincoln emitió la Proclamación de Emancipación, que expandió la guerra, para terminar con la esclavitud en los Estados Unidos.

### Algodón, comercio ilegal, contrabando
Mientras el ejército de Grant se adentraba en el Sur confederado, el territorio enemigo, hasta Oxford (Misisipi), los comerciantes del norte de Misisipi le seguían, para beneficiarse del comercio del algodón, impulsados por la «necesidad de consumo» del Norte de los muy codiciados textiles, utilizados para fabricar las tiendas de la Unión. El bloqueo naval de la Unión obligó a los plantadores de algodón del Sur a encontrar alternativas para vender su producto. El extenso comercio de algodón continuó entre el Norte y el Sur. Las fábricas textiles del Norte en Nueva York y Nueva Inglaterra dependían del algodón del Sur, mientras que los propietarios de las plantaciones del Sur dependían del comercio con el Norte para su supervivencia económica. El Gobierno de los Estados Unidos permitía un comercio limitado, con licencia del Departamento del Tesoro de los Estados Unidos y del Ejército de los Estados Unidos. La corrupción floreció a medida que los comerciantes sin licencia sobornaron a los oficiales del Ejército para que les permitieran comprar algodón sureño sin permiso. Los comerciantes judíos estaban entre los involucrados en el comercio del algodón; algunos comerciantes habían estado activos en el negocio del algodón durante generaciones en el Sur; otros eran inmigrantes más recientes en el Norte.
Grant recibió información contradictoria de Washington. El Departamento del Tesoro quería restablecer el comercio con el Sur, mientras que el  Departamento de Guerra creía que el beneficio de la venta de algodón ayudaba a la Confederación y prolongaba la guerra. Se permitió a los comerciantes obtener permisos siempre y cuando no cruzaran al territorio de la Confederación. Grant encontró esto difícil de hacer cumplir, mientras trataba de detener a los comerciantes de algodón, incluyendo a los comerciantes judíos, para que no se trasladaran al sur con su ejército.
La práctica del contrabando de algodón enfureció a Grant. Las críticas a los comerciantes judíos se extendieron por todo el Ejército de la Unión, aunque la participación de comerciantes no judíos en el comercio ilícito era desenfrenada. Se señalaba a los comerciantes judíos y se les llamaba «tiburones» que se alimentaban de los soldados. Como parte de su mando, Grant se encargaba de expedir licencias comerciales en el Departamento de Tennessee, un distrito administrativo del Ejército de la Unión que comprendía las porciones de Kentucky y Tennessee al oeste del río Tennessee, y las zonas controladas por la Unión del norte del Misisipi. A Grant le molestaba tener que lidiar con la distracción del comercio del algodón. Lo percibía como una corrupción endémica: el comercio altamente lucrativo dio lugar a un sistema en el que «cada coronel, capitán o intendente... ...estaba en una sociedad secreta con algún operador del algodón». Emitió una serie de directivas dirigidas a los comerciantes del mercado negro.

### Escalada de la hostilidad
El 9 de noviembre de 1862, Grant envió una orden al General de División Stephen A. Hurlbut: «Rechazar todos los permisos para venir al sur de Jackson por el momento. Los israelitas especialmente deben ser mantenidos fuera». Al día siguiente instruyó al coronel Joseph Dana Webster: «Dar órdenes a todos los conductores del ferrocarril de que no se permita a ningún judío viajar hacia el sur desde ningún punto. Pueden ir al norte y ser animados en él; pero son una molestia tan intolerable, que el departamento debe ser purgado de ellos». En una carta al general William Tecumseh Sherman, Grant escribió que su política fue ocasionada «como consecuencia del total desprecio y evasión de las órdenes por parte de los judíos».
Grant explicó su política antijudía al Departamento de Guerra. Grant dijo que las regulaciones del  Departamento del Tesoro fueron violadas: «en su mayoría por judíos y otros comerciantes sin principios». En referencia a los comerciantes judíos Grant dijo: «vienen con su carpetbagger a pesar de todo lo que se hace para evitarlo. Los judíos parecen ser una clase privilegiada que puede viajar a cualquier lugar. Aterrizan en cualquier depósito de madera o desembarcan en el río y se abren camino a través del país. Si no se les permite comprar algodón ellos mismos actuarán como agentes de alguien más que estará en un puesto militar con un permiso del Tesoro para recibir algodón y pagarlo en billetes del Tesoro, que el judío comprará a una tasa acordada, pagando en oro». Grant propuso que el gobierno federal «compre todo el algodón a una tasa fija y lo envie a El Cairo, St. Louis o algún otro punto para ser vendido. Entonces todos los comerciantes —que son una maldición para el ejército— podrían ser expulsados».
Grant y el comercio del algodón adquirió un tono más personal cuando su padre Jesse Grant, y los hermanos Mack, judíos, contratistas de ropa, visitaron a Grant en su base del sur de Oxford. Grant y su padre se llevaron bien durante un par de días. Grant también trataba a sus invitados judíos con respeto. Los hermanos Mack necesitaban algodón para hacer los uniformes del ejército de la Unión. A Jesse Grant le habían prometido los hermanos Mack recibir un cuarto de las ganancias, después de que Jesse consiguiera que su hijo Grant otorgara permisos para comprar algodón, y luego fuera enviado a Nueva York. Cuando Grant se enteró del acuerdo comercial entre Jesse y los hermanos Mack, Grant se puso furioso. Grant envió abruptamente a su padre y a los hermanos Mack al norte en el siguiente tren. El general seguramente pudo haberse sentido traicionado al descubrir que su propio padre estaba involucrado en el comercio del algodón que él despreciaba.
A principios de diciembre de 1862, Grant se centró en los comerciantes judíos como la principal causa del contrabando. El 5 de diciembre, Grant le dijo a Sherman que «en consecuencia del total desprecio y evasión de las órdenes de los judíos mi política es excluirlos en la medida de lo posible del Departamento». Grant reforzó las restricciones para tratar de reducir el comercio ilegal. El 8 de diciembre de 1862, emitió la Orden General No. 2, ordenando que «los especuladores del algodón, los judíos y otros vagos que no tengan medios honestos de sustento, excepto el comercio con las miserias de su país ... se irán en veinticuatro horas o serán enviados a trabajar en las trincheras». A medida que pasaban los días, la ira de Grant creció. Grant no se conformaba con castigar a los comerciantes judíos, sino que deseaba expulsar a todos los judíos de su distrito.

## Emisión de la orden

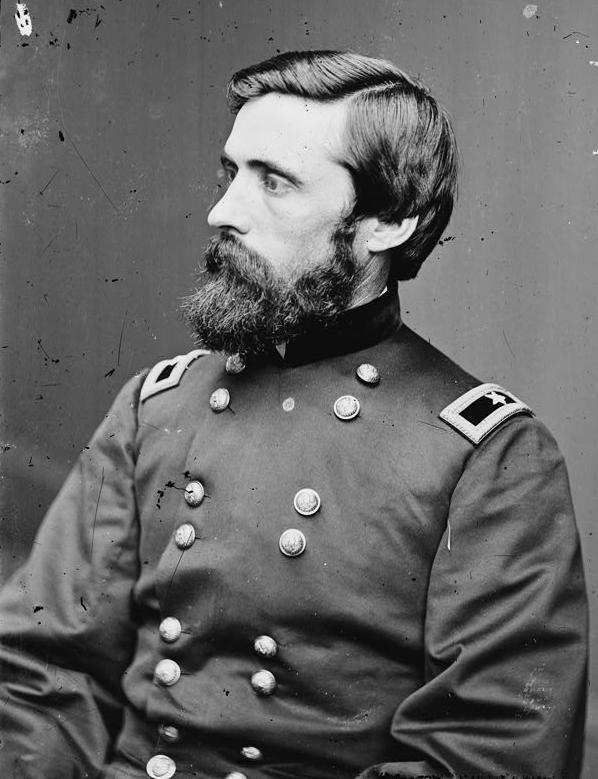
El asistente de Grant, John Aaron Rawlins se opuso firmemente a la emisión de las Órdenes Generales n.º 11.

El 17 de diciembre de 1862, Grant se enfadó cuando recibió por correo quejas sobre los comerciantes judíos de su departamento. A la misma hora, Grant emitió la Orden General No. 11, expulsando a los «Judíos, como clase» para reforzar su anterior prohibición. Las personas judías que no obedecieran la orden debían ser arrestadas y expulsadas por la fuerza como prisioneros. John Aaron Rawlins, abogado de Grant, advirtió enérgicamente a Grant que no emitiera la orden. Grant se negó a seguir el consejo de Rawlin sobre la orden y le dijo: «Bueno, ellos pueden contrademandar esto desde Washington si quieren, pero lo emitiremos de cualquier manera».

### Texto
Orden general nº 11
_______

Cuartel general 13 ° Cuerpo de Ejército,
Departamento de Tennessee,
Oxford, Misisipi. 17 de diciembre de 1862.
Los judíos, como clase que viola todas las regulaciones comerciales establecidas por el Departamento del Tesoro y también las órdenes departamentales, serán expulsados del departamento dentro de las veinticuatro horas siguientes a la recepción de esta orden.
Los comandantes de correos se encargarán de que a toda esta clase de personas se les proporcionen pases y se les exija que se vayan, y cualquiera que regrese después de dicha notificación será arrestado y recluido hasta que se presente la oportunidad de enviarlos como prisioneros, a menos que se les proporcione un permiso de la sede. A estas personas no se les otorgarán pases para visitar la sede con el fin de realizar una solicitud personal de permisos comerciales.
Por Order del Maj. Genl. U.S. Grant
JNO. A. RAWLINS
Ass't Adj't Genl.

### Carta a Wolcott
En una carta de la misma fecha enviada a Christopher Wolcott, el subsecretario de Guerra de los Estados Unidos , Grant explicó su razonamiento:

A Christopher P. Wolcott
_______

Cuartel General, 13º Cuerpo del Ejército.
Departamento de Tennessee
Oxford, 17 de diciembre de 1862
HON. C.P. WOLCOTT
ASST. SECTOR DE GUERRA
WASHINGTON, D.C.
Señor:
Hace mucho tiempo que creo que a pesar de toda la vigilancia que puede infundirse en los comandantes de puesto, que las regulaciones de la especie del Departamento del Tesoro han sido violadas, y eso principalmente por judíos y otros comerciantes sin principios. Tan bien recibido esto. Le he dado instrucciones al oficial de comunicaciones en Columbus para que regrese...a fusionar todos los permisos a los judíos para venir al sur, y con frecuencia han tenido ...que fueron expulsados del Departamento. Pero vienen con sus ... sacos a pesar de todo lo que se puede hacer para evitarlo. Los judíos parecen para ser una clase privilegiada que puede viajar a cualquier lugar. Aterrizarán en cualquier patio de madera o embarque de río para hacer su camino a través del país. Si no se les permite comprar algodón ellos mismos actúan como agentes de alguien más que estará en un ejército con un permiso del Tesoro para recibir el algodón y pagarlo en Billetes del Tesoro que el judío comprará a una tasa acordada, pagando el oro.
Solamente hay una forma que conozco para llegar a este caso. Que es que el gobierno compre todo el algodón a una tasa fija y envíe lo envíe a El Cairo, San Luis, o a algún otro punto para ser vendido. Entonces todos los comerciantes, que son una maldición para el ejército, podrían ser expulsados.
Soy, señor, muy respetuosamente
Su sirviente Obt
EE.UU. Grant
Maj Genl.

## Aplicación

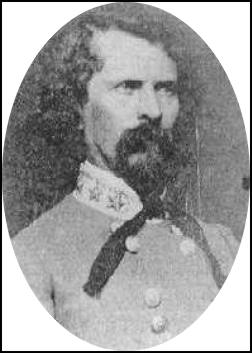
La incursión del 20 de diciembre de 1862 del general de división confederado Earl Van Dorn en Holly Springs, el depósito de suministros del general unionista Grant, salvó a muchos judíos de ser potencialmente expulsados del distrito militar de Grant.

Inmediatamente después de la orden, los judíos de Holly Springs, en el depósito de suministros de Grant, fueron acorralados y eliminados por la fuerza. Algunos comerciantes judíos fueron forzados a evacuar el área a 40 millas a pie. Setenta y dos horas después de que se emitiera la orden de Grant, Holly Springs fue asaltada por el General Mayor Confederado Earl Van Dorn y su ejército de 3.500 soldados confederados. Las líneas de comunicación de la Unión estuvieron rotas durante semanas, lo que resultó en que muchos judíos se salvaran de una posible expulsión, y retrasó la plena aplicación de la orden de Grant.
El 28 de diciembre, la orden de Grant entró en vigor. Treinta familias judías, conmocionadas y maltratadas, recibieron la orden de abandonar Paducah (Kentucky), en 24 horas. Las familias judías de Paducah fueron obligadas a recoger sus pertenencias personales, a cerrar sus casas y tiendas y a abordar un barco de vapor en el río Ohio. Un residente judío de Paducah, Cesar Kaskel, leal a la Unión y presidente del Club de la Liga de la Unión de Paducah, fue convocado ante el Preboste Marshall de Paducah, L.J. Waddell, y se le ordenó que abandonara la ciudad.

### Resistencia judía
Un grupo de comerciantes judíos que fueron expulsados de Paducah, Kentucky, liderados por Cesar J. Kaskel, enviaron un telegrama al presidente Abraham Lincoln en el que condenaban la Orden General No. 11 de Grant como «la más grave violación de la Constitución y de nuestros derechos como buenos ciudadanos bajo ella». El telegrama señalaba que «nos colocaría... como forajidos ante el mundo. Respetuosamente pedimos su inmediata atención a este enorme ultraje a toda la ley y a la humanidad ...». En toda la Unión, grupos de judíos protestaron y enviaron telegramas al gobierno en Washington D. C.
Kaskel encabezó una delegación a Washington D. C., que llegó el 3 de enero de 1863. En Washington, se reunió con el republicano judío Adolphus Solomons y con un congresista de Cincinnati, John A. Gurley. Después de reunirse con Gurley, fue directamente a la Casa Blanca. Lincoln recibió a la delegación y estudió las copias de Kaskel de la Orden General No. 11 y la orden específica que expulsaba a Kaskel de Paducah. El Presidente le dijo al General en Jefe Henry Halleck que Grant revocara la Orden General No. 11, lo que Halleck hizo en el siguiente mensaje:

Se ha presentado aquí un documento que pretende ser las Órdenes Generales, Nº 11, emitidas por usted el 17 de diciembre. Por sus términos, expulsa a todos los judíos de su departamento. Si tal orden ha sido emitida, será revocada inmediatamente.

Un oficial judío, el capitán Philip Trounstine, de la caballería de Ohio, destinado en Moscow (Tennessee), renunció en protesta y el capitán John C. Kelton, el asistente del Asistente general del Departamento de Misuri, escribió a Grant para notar que su orden incluía a todos los judíos, en vez de enfocarse en «ciertos individuos desagradables», y señaló que muchos judíos sirvieron en el Ejército de la Unión. Grant rescindió formalmente la orden, el 17 de enero de 1863, dentro de las tres semanas después de que Lincoln revocara la orden.

### Respuesta política
El tema atrajo una atención significativa en el Congreso y en la prensa. Los demócratas condenaron la orden como parte de lo que consideraban una violación sistemática de las libertades civiles por parte del gobierno de los EE. UU. Los demócratas presentaron una moción para censurar a Grant en el Senado dominado por los republicanos; la moción fracasó por un voto de 30 - 7. El congresista de Illinois, y el partidario de Grant, Elihu B. Washburne, derrotó por poco una moción para censurar a Grant en la Cámara por 56 votos contra 53. Algunos periódicos apoyaron la acción de Grant; el Washington Chronicle criticó a los judíos como «carroñeros ... del comercio». La mayoría, sin embargo, se opuso fuertemente, con el New York Times denunciando la orden como «humillante» y un «resurgimiento del espíritu de las edades medievales». Su columna editorial pedía la «reprobación total» de la orden de Grant.
El 6 de enero, el rabino Isaac Mayer Wise de Cincinnati, líder del movimiento reformista, encabezó una delegación que se reunió con Lincoln para expresar su gratitud por su apoyo. Lincoln dijo que estaba sorprendido de que Grant hubiera dado tal orden y dijo: «Condenar a una clase es, como mínimo, equivocar lo bueno con lo malo» y añadió que no hacía ninguna distinción entre judío y gentil y que no permitiría que ningún americano fuera perjudicado por su afiliación religiosa.

## Repercusiones de la guerra

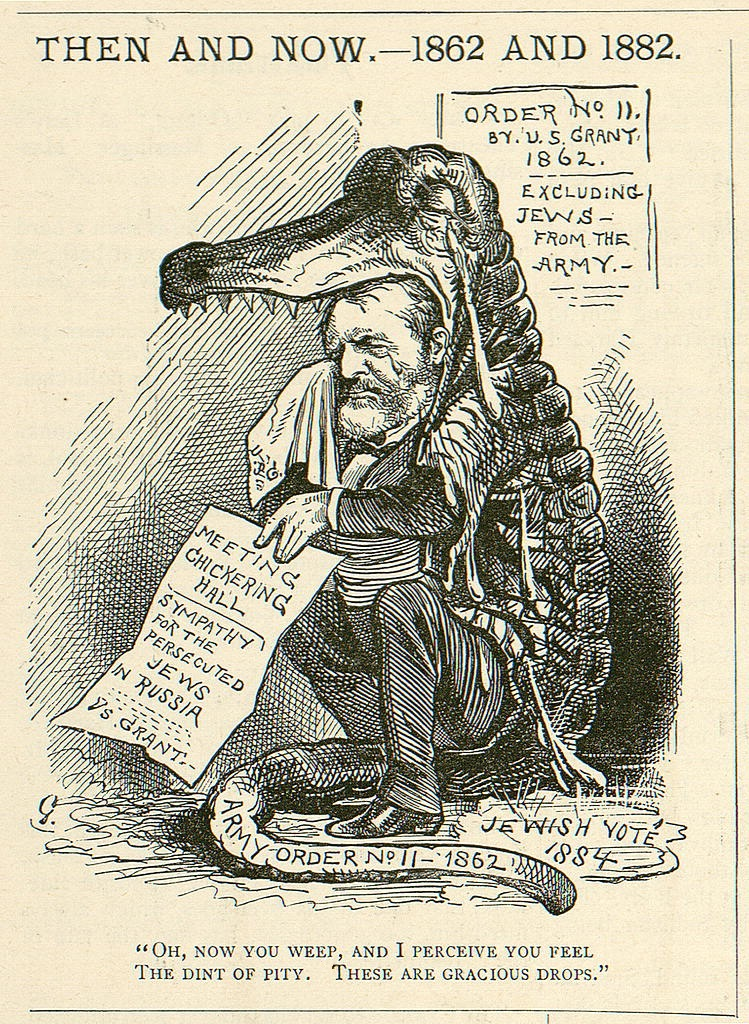
Una caricatura de Bernhard Gillam que muestra a Grant cortejando a los votantes judíos en 1882 llorando «lágrimas de cocodrilo» por la persecución de los judíos en Rusia. La caricatura contrasta las expresiones de indignación de Grant con sus propias acciones anteriores.

### Repudio a la Orden general No. 11
Después de la Guerra de Secesión, la Orden General No. 11 se convirtió en un tema en las elecciones presidenciales de 1868 en las que Grant se presentó como candidato  republicano. Los demócratas plantearon la orden como un tema, con el prominente demócrata y rabino Isaac Mayer Wise instando a sus compañeros judíos a votar en contra de Grant por su supuesto antisemitismo. Grant trató de distanciarse de la orden, diciendo «No tengo prejuicios contra la secta o la raza, pero quiero que cada individuo sea juzgado por sus propios méritos». Repudió la controvertida orden, afirmando que había sido redactada por un subordinado y que la había firmado sin leer, en la prensa de la guerra. En septiembre de 1868, Grant escribió en respuesta al corresponsal Isaac N. Morris:

No pretendo sostener la orden. En el momento de su publicación, me indignó una reprimenda recibida de Washington por permitir actos en los que los judíos de mis líneas estaban involucrados... La orden fue emitida y enviada sin ninguna reflexión y sin pensar en los judíos como un conjunto o raza a sí mismos, sino simplemente como personas que habían logrado ... violar una orden. ... No tengo ningún prejuicio contra la secta o la raza, pero quiero que cada individuo sea juzgado por sus propios méritos.

El episodio no causó mucho daño a largo plazo en la relación de Grant con la comunidad judía americana. Ganó las elecciones presidenciales, obteniendo la mayoría del voto judío.

## = Reconciliación
En su libro When General Grant Expelled the Jews (2012) el historiador Jonathan Sarna sostiene que como presidente Grant se convirtió en uno de los más grandes amigos de los judíos en la historia americana. Cuando fue presidente, nombró a más judíos para el cargo que cualquier otro presidente anterior. Condenó las atrocidades contra los judíos en Europa, poniendo los derechos humanos en la agenda diplomática americana.
En 1874, el presidente Grant asistió a una dedicación de la Congregación Adas Israel en Washington con todos los miembros de su gabinete. Esta fue la primera vez que un presidente americano asistió a un servicio de sinagoga. Muchos historiadores han tomado su acción como parte de su continuo esfuerzo para reconciliarse con la comunidad judía.
Se calcula que Grant nombró a más de cincuenta judíos para ocupar cargos federales, incluidos cónsules, fiscales de distrito y subdirectores de correos. Grant nombró al ciudadano judío Simon Wolf registrador de escrituras, también nombró al ciudadano judío Edward S. Salomon gobernador territorial de Washington, la primera vez que un judío americano ocupó un puesto de gobernador. El rabino Isaac Mayer Wise dijo: «Grant ha revocado la notoria orden Nº 11 de Grant».

## Vistas y evaluaciones históricas
Los historiadores han sido generalmente críticos de Grant y sus Órdenes Generales No. 11. Los estudiosos han ofrecido perspectivas únicas de la controvertida orden de Grant, en un momento en que la Guerra Civil, había tomado una naturaleza diferente.
En 1951, el historiador Bertram Korn dijo que la Orden General No. 11 de Grant era parte de un patrón de Grant. «Esta no era la primera orden discriminatoria que [Grant] había firmado... estaba firmemente convencido de la culpabilidad de los judíos y estaba ansioso por usar cualquier medio para librarse de ellos».
En 1981, el historiador William S. McFeely dijo: «Grant estaba harto de los especuladores del algodón y de los codiciosos proveedores de bienes a sus ejércitos, pero en lugar de atacar a toda la horda voraz, que incluía un asombroso número de empresarios —entre ellos Charles A. Dana y Roscoe Conkling, por ejemplo— Grant señaló a los judíos. Se invocó el antiguo estereotipo del comerciante codicioso; una vez más un hombre frustrado eligió el antiguo chivo expiatorio». McFeely mencionó al general James H. Wilson que sirvió bajo el mando de Grant. Wilson dijo que la Orden General n.º 11 de Grant estaba relacionada con las dificultades de Grant con su propio padre, Jesse Root Grant. Wilson relató: «Él [Jesse Grant] era cercano y codicioso. Vino a Tennessee con un comerciante judío al que quería que su hijo ayudara, y con el que iba a compartir las ganancias. Grant se negó a emitir un permiso y envió al judío a volar, prohibiendo que los judíos entraran en la línea». Wilson sintió que Grant no podía lidiar con el «montón de parientes que siempre estaban tratando de usarlo» y tal vez atacó a los que veía como su contraparte: comerciantes oportunistas que eran judíos.
En 2001, el historiador Jean Edward Smith dijo: «Diciembre de 1862 fue el punto más bajo de la carrera de Grant en la Guerra Civil. Además de sus propios y abortados intentos de tomar Vicksburg, el 17 de diciembre, Grant emitió una orden que mancharía su reputación para siempre. En uno de los ejemplos más flagrantes de antisemitismo patrocinado por el estado en la historia de América, Grant expulsó a todos los miembros de la fe judía del Departamento de Tennessee».
En 2012, el historiador H.W. Brands dijo: «Grant compartía la inclinación por los estereotipos de los judíos comunes a la época en América, y bien podría haber concluido que cualquier pérdida que sufrieran al ser tratados como grupo era una carga que tendrían que soportar. Si el inconveniente de esta clase comparativamente pequeña era el precio de ganar la guerra, estaba dispuesto a hacerles pagar. Exigió mucho más a sus soldados cada día».
En 2016, el historiador Ronald C. White dijo: «Aunque los no judíos participaron ampliamente en el comercio ilegal, el periódico militar de Corinto llamó a los judíos "tiburones" que se alimentan de los soldados. En medio de este creciente sentimiento antijudío, Grant emitió las Órdenes Generales No. 11, el 17 de diciembre de 1862».
En 2017, el historiador Ron Chernow dijo: «Cualquiera que sea la secuencia exacta de los acontecimientos, Grant debe haberse sentido herido por la situación, ya que había denunciado a los comerciantes solamente por descubrir a su padre confabulado con ellos. La infame orden de Grant fue una herida autoinfligida, emitida en un momento de puja y por encima de las objeciones de Rawlins. Además de señalar la naturaleza ofensiva de la orden, Rawlins predijo que sería contramandada por Washington».
En 2017, el historiador Charles W. Calhoun dijo: «La pregunta databa de finales de 1862, cuando Grant había emitido una orden que expulsaba a los "judíos, como clase" del área de su comando en Misisipi por violar las restricciones comerciales. La desacertada orden reflejaba sus frustraciones al tratar de controlar el comercio ilícito detrás de las líneas, y Lincoln la revocó tan pronto como le llamó la atención».
En 2018, el historiador Paul Kahan dijo: «Ofendido por el enjambre de especuladores y comerciantes que se beneficiaron de la guerra, Grant emitió su infame Orden General No. 11, que incluía tres puntos, el primero de los cuales ordenaba: Los judíos, como clase que viola toda regulación de comercio establecida por el Departamento del Tesoro y también las órdenes del departamento, son por la presente expulsados del Departamento [de Tennessee] dentro de las veinticuatro horas siguientes a la recepción de esta orden».